# Культура Доллькайм-Коврово
Культура Доллькайм-Коврово (самбийско-натангийская культура, самбийско-натангская культура; нем. Samländisch-Natangische Kultur) — входила в состав западнобалтской культуры. Её следы были обнаружены на территории Самбии.
Биритуальные могильники содержат: 
- скелеты в выдолбленных колодах;
- захоронения воинов с лошадьми;
- захоронения, богато оснащенные оружием, инструментами и украшениями;
- в поздний период в захоронениях обнаруживаются римские монеты.

Население культуры Доллькайм-Коврово было очень богато, что связано с торговлей янтарем, крупнейшие месторождения которого находились именно на территории Самбии. Обнаружены далеко идущие торговые контакты (янтарь).